# Gloxinia erinoides
Gloxinia erinoides là một loài thực vật có hoa trong họ Tai voi. Loài này được (DC.) Roalson & Boggan mô tả khoa học đầu tiên năm 2005.